# Ascogaster hei
Ascogaster hei är en stekelart som beskrevs av Tang och Marsh 1994. Ascogaster hei ingår i släktet Ascogaster och familjen bracksteklar. Inga underarter finns listade.